# Уэбстер, Томас
Томас Уэбстер (1800 — 1886) — британский художник, изображавший в основном пейзажи школьной и деревенской жизни, многие из которых стали известными благодаря выпущенных большими тиражами литографий и копий.

## Биография
Родился в Лондоне. Его отец служил при дворе короля Георга III, и Томас, показав в детстве способности к музыке, стал певчим, сначала в придворной часовне Святого Георгия в Виндзорском замке, затем в Королевской часовне в Лондоне. Однако впоследствии он отказался от музыки в пользу живописи и в 1821 году поступил в Королевскую Академию, представив на её выставке в 1824 году групповой портрет «Миссис Робертсон и семья». В следующем году получил первую премию академии.
В скором времени его работы стали известными и регулярно выставлялись в галереях. В 1841 году был избран членом-корреспондентом Королевской академии, а в 1846 году стал её полноправным членом. В Академии продолжал выставляться до 1877 года, когда вышел на покой. Рисовал до 1879 года. Скончался в Кранбруке, Кент.
Получил известность благодаря своим жанровым картинам, часто изображающих различные случаи из повседневной семейной и детской жизни, написанным в весёлой и зачастую в слегка юмористической манере. Многие из них были чрезвычайно популярны. К числу его наиболее известных картин относятся «Удар» (1840; во много благодаря ей он смог стать академиком живописи), «Пойти в школу или прогулять» (1836), «Женская школа» (1845).